# Pure (radio belge)
Pure était une radio belge de service public orientée pop, rock, hip hop, r'n'b et musiques électroniques. Faisant partie de la RTBF, elle a été créée le 1er avril 2004 par Rudy Léonet quand Radio 21 a cédé la place aux deux nouvelles stations : Pure FM et Classic 21. Rudy Léonet en restera son directeur/fondateur pendant 12 ans. Son directeur provisoire est Francis Goffin, depuis le 1er juillet 2016.
Le 7 septembre 2020, Pure disparaît au profit de Tipik.

## Historique
En 2006, la station lance une nouvelle campagne de publicité avec l'agence Duval Guillaume, campagne "choc" dont le slogan, qui est devenu le slogan de la radio, est "Good Music Makes Good People". Avec le changement de slogan, un changement d'habillage s'est opéré peu après, nouvel habillage réalisé par Vincent Cayeux et le DJ Belge, Compuphonic (Dirty Records).
En 2013, Pure FM lance PureVision, une Web TV qui diffuse la même programmation que Pure FM en y ajoutant les webcams du studio et des clips. À partir du 31 août 2015, PureVision devient une chaîne de télévision tout en gardant le même principe.
En janvier 2017, le nom de la radio évolue et devient « Pure ». La disparition du suffixe « FM » est à corréler avec l'abandon progressif, par la RTBF, de la diffusion de ses radios sur la bande FM au profit de la diffusion en DAB et DAB+ (diffusion en numérique).[réf. souhaitée]
Le 26 août 2020, la RTBF annonce que La Deux fusionne avec la radio Pure pour devenir Tipik, une marque unique destinée aux jeunes adultes.

## Identité de la station

### Logos

Logo de Pure du 1er avril 2004 à novembre 2010[6].
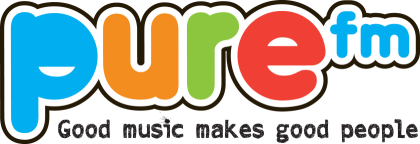
Logo de Pure de novembre 2010 à mars 2015[7].
Logo de Pure de mars 2015 au 7 septembre 2020.

### Slogans
- Du 1er avril 2004 à 2006 : « On respire »
- De 2006 au 7 septembre 2020 : « Good Music Makes Good People »[8]

## Équipe

### Equipe actuelle
- Vanessa Klak (depuis 2004)
- Cédric-Jean Busine
- Fanny Guéret
- Maya Cham
- Marie Frankinet
- Fanny Ruwet (depuis septembre 2015)
- Lucile Poulain (depuis 2016)
- Amélie Zucca (depuis 2018)
- Damiano

### Ancienne équipe
- Sylvestre Defontaine
- Vincent Cayeux
- Laurent Garnier
- Cédric Godart
- Alexandra Vassen
- Rudy Léonet
- Raphaël Charlier
- Sébastien Ministru
- Xavier Vanbuggenhout
- Fanny Gillard
- Jérôme Colin (2004-2005)
- Julie VanH (2013-2014)

## Programmation

### Débuts
Lors du lancement de la radio, celle-ci ouvrait son antenne dès 6h30 pour se terminer à minuit. La matinale était présentée par Alexandra Vassen et Geoffroy Klompkes de 6h30 à 9h. Raphaël Charlier présentait "Pure et Simple" entre 10h et 13h, suivi de "Pure People" avec Fanny Guéret entre 13h et 16h. Jérôme Colin proposait "Buzz" entre 16h et 19h. Du lundi au jeudi, la radio proposait "Zone Libre", une émission de libre-antenne animée par Jacques de Pierpont entre 19h et 21h. On peut également citer "5 heures cinéma" présentée par Rudy Léonet le mercredi de 16h30 à 18h, une émission durant laquelle Rudy Léonet est rejoint par Hugues Dayez. Les deux animateurs y évoquent l'actualité du cinéma dans la convivialité, sur fond de chansons francophones désuètes. On retrouve également "Bang Bang !", le premier magazine gay et lesbien en Belgique francophone diffusé le vendredi de 22h à minuit,.
En 2007, une nouvelle émission présenté Sylvestre Defontaine (ex-Buzz) fait son apparition, "Drugstore", une émission de culture musicale, avec des interviews de groupes, sessions acoustiques, invités, actualités, DVD, livres... Cette émission est diffusée de 22 à minuit, du lundi au jeudi.

### Saison 2008-2009
Pour cette nouvelle saison, Alexandra Vassen présente "Pure et Simple" du lundi au vendredi de 10h à 13h mais aussi "Sacré français" le dimanche de 11h à 13h. Fanny Guéret anime "Pure People" du lundi au vendredi de 13h à 16h. Cette rentrée 2008 marque le retour de Cédric Godart, parti chez la radio Mint durant un petit temps. Il présente "On n'est pas des anges" du lundi au vendredi sauf le mercredi, de 16h à 19h. Sylvestre Defontaine continue de proposer "Drugstore" de 22h à minuit. Le dj Sonar propose "Sonar the new planet" le dimanche de 23h à 1h,. Les émissions "My Pure FM", "5 heures", "Bang Bang", "Pure Week-end", "The Rock Show" et "Dirty FM" sont toutes reconduites pour une nouvelle saison.

### Saison 2010-2011
Lors de la rentrée 2010, Raphaël Charlier anime "Pure FM Connexion" de 10h à 13h mais également "iPure" le dimanche de 15h à 16h. Rudy Léonet présente "Go Fast" de 16h à 16h30. Sophie Chevalier anime "Le monde de Sophie" le dimanche de 22h à minuit.

### Saison 2011-2012
"Snooze" avec Vanessa Klak démarre désormais à 5h30 et se termine à 9h lors de la rentrée 2011. De 12h à 15h30, Fanny Guéret présente "Plastic Planet" suivi de "On n'est pas des anges" avec Cédric Godart et Xavier Vanbuggenhout jusqu'à 19h. Maya Cham anime "The Control Room" dès le 29 août 2011. Cette nouvelle émission permet aux auditeurs de choisir les titres qui seront diffusés sur l'antenne de Pure FM. Elle est diffusée du lundi au jeudi de 21h à 23h. Tous les vendredis de 19h à 20h, une personnalité fait son DJ Set sur Pure FM dans l'émission "Ma DJ Experience".

### Saison 2012-2013
Vanessa Klak présente "Snooze" pour une nouvelle saison de 6h à 9h. Antal Moreau, Bouchra Bat, Nicolas Lejman et Grégory Carette font désormais partie de l'équipe. Le best of de la semaine est diffusé le samedi dans "Pure Week-end" de 7h à 10h. Cédric-Jean Busine présente "The Stereobomb" de 9h à 13h. "Plastic Planet" est désormais diffusé de 13h à 16h et jusqu'à 17h le mercredi. L'émission est toujours suivi par "On n'est pas des anges", désormais diffusé entre 16h et 19h, sauf le mercredi. "The Control Room" est désormais diffusé de 19h à 22h.

### Saison 2013-2014
Julie VanH reprend "On n'est pas des anges" avec Xavier Vanbuggenhout du lundi au vendredi de 16h à 19h sauf le mercredi.

### Saison 2014-2015
Lors de la rentrée 2014, Bénédicte Deprez et Guillaume Drigeard présentent "Le Drive" de 16h à 19h sauf le mercredi. Le samedi, la radio propose "Pure week-end selector" avec Guillaume Drigeard de 12h à 16h et Raphael Charlier de 16h à 19h. Celui-ci propose "God Save The 90's" le samedi de 19h à 20h,.

### Saison 2015-2016
Lors de la rentrée 2015, on apprend que Vanessa Klak quitte la matinale "Snooze" qui sera désormais incarnée par Bénédicte Deprez,Greg Carette et Pierre Scheurette. Sébastien Ministru quitte Pure FM et sera davantage présent sur La Première. Vanessa Klak anime "Good Mood" de 9h à 12h suivi de "Périscope", une émission axée sur la pop-culture de 12h à 13h avec Sylvestre Defontaine. Celui-ci présente également "Drugstore" le dimanche dès 19h. Raphaël Charlier anime "Café Comedy" le mercredi. Dorothée Moore anime le samedi dès 7h, "Pure Week-end" suivi par l'émission "Le Décompte". Fanny Ruwet anime "Mes années 2000" le samedi de 12h à 14h tandis que Fanny Guéret reprend "God save the 90’s" le dimanche. Lors de cette rentrée 2015, le magazine LGBT "Bang Bang" est supprimé, ainsi que l'émission "5 heures" avec Rudy Léonet et Hugues Dayez qui n'est plus diffusé sur Pure FM mais est présente uniquement sous la forme de podcast.

### Saison 2016
Guillaume Drigeard et Lucile Poulain reprennent "Snooze", la matinale de la radio de 6h à 9h. Vanessa Klak anime désormais "Good Mood" jusqu'à 13h. Maya Cham présente "Empreinte Digitale" le mercredi de 13h à 16h. Bénédicte Deprez et Cédric-Jean Busine présente "Le Drive" de 16h à 20h. Marie Frankinet présente "Pure 2" du lundi au jeudi de 22h à minuit tandis que Lefto propose "Carte Blanche à Lefto" le vendredi de 22h à minuit."Pure Week-end" et "Le Décompte" sont désormais présentés par Maxime Wathieu le samedi. Maya Cham présente "Lazy Factory" le dimanche de 7h à 12h. Tangui Horel anime "Pure week-end" de 14h à 19h. Le samedi, l'émission électronique "Pure Trax" est désormais incarnée par Dorothée Moore de 19h à 22h et par Alex Klimow de 22h à 1h. Bénédicte Deprez et Senamo proposent une émission thématique hip-hop, "Pur Jus", le dimanche de 19h à 22h. Maxime Wathieu, Fanny Ruwet et Sarah Boom présentent "RADAR", le dimanche de 22h à minuit.

### Janvier 2017
En janvier 2017, la radio change de nom et devient "Pure". Ce changement de nom provoque quelques modifications au niveau de la grille des programmes. L'émission "Emprunte Digitale" est désormais uniquement diffusée en vidéocast d'une trentaine de minutes. "Drugstore" propose désormais une version digitale de son émission toujours diffusée durant la semaine. Désormais entre 9h et 16h, Vanessa Klak, Fanny Guéret et Maya Cham présentent tour à tour "Good Mood",.

### Saison 2017-2018
Sylvestre Defontaine propose "Black Market" du lundi au jeudi de 19h à 21h. La radio propose également deux nouveaux podcasts : "C'est tout meuf" et "GLITCH".

### Saison 2018-2019
La radio propose dès la rentrée 2018, "POPUP" présentée tour à tour durant la journée par Vanessa Klak, Cédric-Jean Busine et Bénédicte Deprez. Venue de la matinale de NRJ, Amélie Zucca anime la "Hotlist" du lundi au vendredi de 9h à 10h. Marie Frankinet accompagne les auditeurs en soirée du lundi au vendredi avec "Là où tout commence", de 19h à 22h et le vendredi jusqu'à 20h. Sélim Khemissi et Junior Goodfellaz présentent "What The Funk!", une émission sur la musique soul-funk le dimanche de 20h à 22h.

### Saison 2019-2020
Après le départ de Guillaume Drigeard et Lucille Poulain de Snooze, Pure décide de confier la matinale à Selim Khemissi et Malou Vandercammen, deux animateurs maison. L'émission est alors prolongée jusque 10h. "POPUP" est toujours présentée tour à tour durant la journée par Vanessa Klak, Cédric-Jean Busine et Bénédicte Deprez, Guillaume Drigeard s'ajoute à la liste en prolongeant jusque 22h. Marie Frankinet voit son émission passée en version hebdomadaire, "Là où tout commence" est diffusée le dimanche de 20h à minuit. La saison est perturbée à partir de mars 2020 en raison de la crise sanitaire due à la propagation du Covid-19. La radio est obligée de modifier sa grille et confie la matinale à Ivan Mtbz, joker de l'antenne de Pure et animateur le week-end. Le reste de la grille est également modifiée, "POPUP" disparaît laissant place à un flux musical classique avec les animateurs habituels de journée qui se relayent.

## Audience
Pour la période du 4 janvier au 4 avril 2014, Pure FM est écoutée par 154 942 auditeurs quotidiens avec une part de marché de 3,1%.
Pour la saison 2015-2016, Pure FM est écoutée par 169 000 auditeurs en moyenne soit 357 000 auditeurs par semaine avec une part de marché de 3,2%.
Pour la période de janvier à mi-avril 2017, Pure est écoutée par 369 487 auditeurs chaque semaine avec une part de marché de 3,4%.
Pour la période de novembre 2018 à février 2019, Pure a une part de marché de 2,91%.
Pour la période de janvier à avril 2019, Pure a une part de marché de 3,25%.

## Diffusion

### Par la modulation de fréquence (FM)
Les programmes de Pure sont diffusés sur la bande FM pour toute la Communauté française et Communauté germanophone de Belgique, par le principe de la modulation de fréquence, sur l'ensemble des zones suivantes :  
- Bruxelles centre / Bruxelles / Brabant wallon / Wavre
- Charleroi
- Hainaut occidental / Hainaut oriental
- Liège / Verviers / Waremme
- Spa
- Anlier / Léglise / Arlon
- Famenne / Marche
- Namur / Huy
- Tournai

### Par radio numérique terrestre (DAB+)
La RTBF est un opérateur du DAB+ en Belgique. Les Communauté française et Communauté germanophone de Belgique ont ainsi accès aux programmes de Pure, chacune des quatre zones géographiques suivantes possédant son propre multiplexe :
- Bruxelles - Brabant wallon
- Hainaut
- Liège
- Namur - Luxembourg

### Par câble et par l'IPTV
Pure diffuse ses programmes par le câble et l'IPTV, par l'intermédiaire des télédistributeurs Orange, Proximus, Telenet ou VOO.

### Par satellite
La technologie du satellite permet de diffuser les programmes de Pure, par l'intermédiaire des plateformes TéléSAT ou TV Vlaanderen.

### Sur Internet
L'écoute du flux émis par Pure, en streaming, est possible à partir du site Internet de la station, du site Auvio de la RTBF ou du site Radioplayer, player[C'est-à-dire ?] des radios belges francophones publiques et privées. Certaines des chroniques et séquences de cette radio sont disponibles à la demande par des podcasts depuis le site Internet ou via des applications mobiles tierces.